# Miguel Lemus
Miguel Lemus (sinh ngày 26 tháng 10 năm 1993) là một cầu thủ bóng đá người El Salvador.